# Горноезеровски манастир
Горноезеровският манастир „Рождество Богородично“ е действащ манастир на Българската православна църква част, от Сливенска епархия. Намира се между кварталите Меден рудник и Горно Езерово на град Бургас. Известен е с 7-те си лечебни извора.
Счита се, че на това място още от времето на траките е имало езическо светилище. Вероятно манастирът е основан през XII век. Заради лековитите води под него тук е имало и отделение за лечение на болни поклонници. Първите документирани сведения за съществуването на Горноезеровския манастир са от 1892 г. В общински протоколи той е споменат под името „Аязмото“.
През 1982 г. група вярващи започват да възстановяват наново позападналия манастир. Богоугодното дело е на майка Серафима, посветила се на Бога, след като приема монашеството. Майка Серафима е служила 38 г. Сега има нова игуменка майка Ксения. 
В момента манастирът „Света Богородица“ има две църкви, като едната – „Свето Рождество Богородично“ е новопостроена. Има жилищна сграда на три етажа, магерница и стопански сгради. Най-интересни са параклисите, които до момента наброяват 35. Всяко от тях носи името на различен светец, като някои са построени върху кладенчета с лековита вода. Всеки от седемте минерални извора е с различен химически състав и различни лечебни свойства. Водата на лековитите извори е била известна още от „време оно“.